# Боза (Ардеш)
Боза (фр. Bozas) је насељено место у Француској у региону Рона-Алпи, у департману Ардеш.
По подацима из 2011. године у општини је живело 243 становника, а густина насељености је износила 19,44 становника/km².

## Демографија
| 1962. | 1968. | 1975. | 1982. | 1990. | 2011. |
| ----- | ----- | ----- | ----- | ----- | ----- |
| 433   | 380   | 302   | 281   | 233   | 243   |